# Rhamphomyia nigripennis
Rhamphomyia nigripennis är en tvåvingeart som först beskrevs av Fabricius 1794.  Rhamphomyia nigripennis ingår i släktet Rhamphomyia och familjen dansflugor. Arten är reproducerande i Sverige. Inga underarter finns listade i Catalogue of Life.